# Новый мир (фабрика)
ЗАО «Новый мир» — российское предприятие по производству тюля, кружев, узких тканей, вышивки.
По мнению Торгово-промышленной палаты России, фабрика «Новый мир» — третий центр мировой вышивки по производству вышитых тканей и шитья.
Фабрика выпускает вышитые штучные изделия — воротнички, панно, вставки, эмблемы, салфетки.
При фабрике действует музей, в котором представлены работы разных лет.

## История
Переславль известен золотоплетёным кружевом монахинь Фёдоровского монастыря ещё с петровских времён.
В XIX веке в городе работает несколько кустарных вышивальных мастерских. В 1872 году переславские кружева были представлены на Политехнической выставке в Москве.
В 1884 году в Переславль-Залесский привезли механическую вышивальную машину, появляется фабрика механической вышивки Н. С. Засс, считающаяся одной из первых в России. Образованию фабрики способствовала женитьба в 1863 году немецкого фабриканта Павла Засса на дочери владельца нескольких городских фабрик — Надежде Павловой.
В 1916 году А. А. Гольмберг покупает бумагопрядильную фабрику сестёр Гладковых и преобразует её в фабрику для производства кружев и галантерейного товара из сурового полотна.
7 ноября 1917 года производство переименовано в «Красный вышивальщик», которое в 1929 году вместе с тремя другими фабриками по вышивке были переименованы в фабрику «Новый мир».

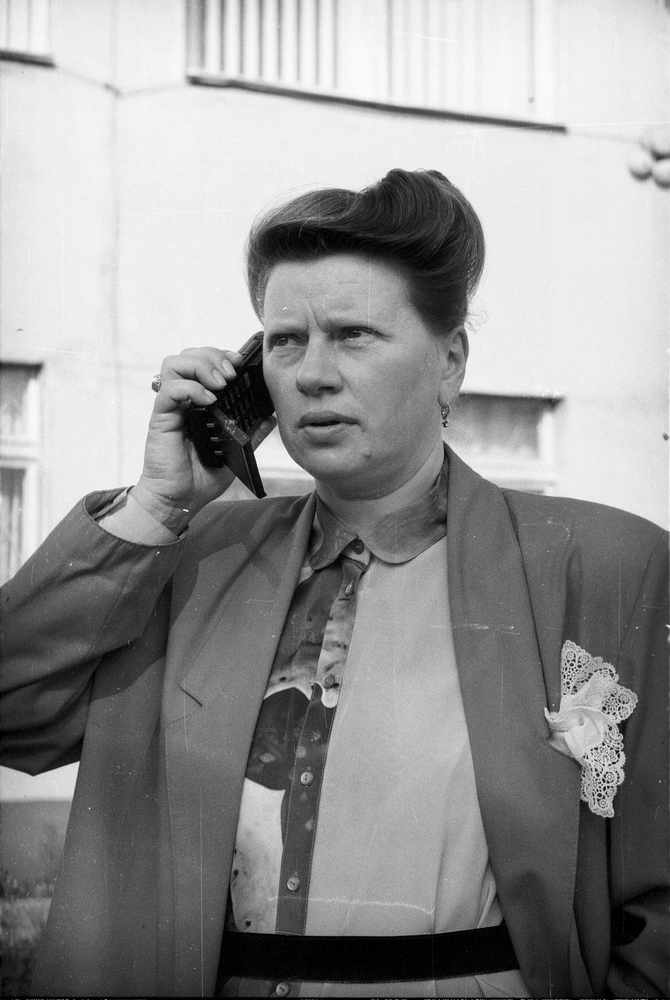
Директор фабрики «Новый Мир» Татьяна Антоновна Юзвюк

Во время Великой Отечественной войны фабрика шила бельё для фронта, был создан цех по выработке парашютного шнурка, лент для обуви.
После войны фабрика значительно расширилась.
В 1957 году выработан гипюр по рисункам из ГДР. В мае 1966 года на художественном совете управления текстильно-галантерейной промышленности шесть изделий были признаны стоящими на одном уровне с мировыми образцами. Впервые в СССР был освоен рельефный гипюр. В 1980-х годах фабрика была известна купонной тканью с вышитым красным геометрическим орнаментом, неотбеленной тканью с вышивкой «Русское поле».
В 1996 году «Новый Мир» становится акционерным обществом закрытого типа. По оценке швейцарских специалистов, фабрика является 3-м центром механической вышивки после  Арбона (Швейцария) и Плауне (Германия).
В 2004 году вышивка фабрики используется в униформе стюардесс компании «Аэрофлот».

## Награды
Среди наград фабрики: Международная золотая звезда за качество продукции знака «За финансовую эффективность» по итогам 1999 года от губернатора Ярославской области А. И. Лисицына, диплом фестиваля «Бархатные сезоны в Сочи», национальный приз «За лучшее представление тканей в коллекции», два приза «Виктория» от Союза дизайнеров России за текстильный дизайн, золотые медали и дипломы за высокие потребительские свойства изделий; участник программы «500 лучших предприятий России», знака «Лучшая ткань года» 2001—2005 гг, «Лучшее предприятие области», «Лучшее предприятие года» по итогам Федеральной ярмарки, «За лучшее представление тканей», знака «100 Лучших товаров России», знака «Золотой рубль», «Лучшая ткань года», Национальная премия в области индустрии моды.